# KDELibs
KDELibsは、KDE互換ソフトウェアの開発者に対してフレームワークと機能を提供するQtを基礎としたライブラリの集まりである。KDELibs ライブラリにはLGPLが適用されている。

## ライブラリ
KDELibs パッケージは以下のライブラリを含む。
libkdecoreKDE コアとネットワーククラス
libkdeuiKDE ユーザインタフェイスクラス
libkabcKDE アドレスブッククラス
libknewstuffKDE 新機能クラス
libkspell2KDE スペルクラス
libkutilsKDE ユーティリティクラス

## フレームワーク
更に、KDELibsには以下のフレームワークがある。
DCOPDesktop COmmunication Protocol
KIOKDE 入出力サブシステム
KPartsKDE パート埋め込みフレームワーク
KHTMLKDE HTMLエンジン
kimgioKDE 拡張可能画像読み込みフレームワーク
KJSKDE JavaScript エンジン
KDEPrintKDE 印刷サブシステム
Krossインタープリタに独立な方法でアプリケーションにスクリプトを追加することが出来る。
KWalletKDE ウォレットメカニズム
PhononKDE マルチメディアフレームワーク
SolidKDE ハードウェア検出・管理クラス
ThreadWeaverジョブベースのマルチスレッドライブラリ